# Tenellus
Tenellus — рід риб родини Бронякові ряду сомоподібні. Має 4 види. Назва з латини перекладається як «дуже ніжний».

## Опис
Загальна довжина представників цього роду коливається від 7 до 11 см. Голова відносно широка. Морда коротка. Нижня частина голови вкрита волосінням різного розміру). Очі дуже великі. Є 3 пари коротесеньких та м'яких вусиків біля кінчика морди. Тулуб поступово звужується до хвостового стебла. Уздовж бічної лінії є добре розвинені кісткові грудки, які утворюються колючими щитками. Спинний та грудні плавці з жорсткими променями. Спинний плавець високий, з короткою основою. Жировий плавець тонкий, маленький. Грудні плавці довгі, потужні. Черевні плавці маленькі. Анальний плавець скошений, маленький, округлий. Хвостовий плавець з виїмкою.
Забарвлення сріблясте, світло-коричневе, темно-бежеве.

## Спосіб життя
Зустрічаються у річках с помірною течією та піщаним ґрунтом. Тримаються косяками. Вдень ховаються серед різних хованок та укриттів. Активний у присмерку та вночі. Живиться дрібними безхребетними, личинками та водоростями.

## Розповсюдження
Мешкає у водоймах тропічної частини південної Америки.

## Види
- Tenellus cristinae
- Tenellus leporhinus
- Tenellus ternetzi
- Tenellus trimaculatus